# История лакцев
История ла́кцев (самоназвание — лак), коренного народа Дагестана, принадлежащего к Кавкасионскому антропологическому типу, охватывает период с V века нашей эры до настоящего времени. Исторической столицей лакцев (Лакии) является селение Кумух, расположенное в центре нагорного Дагестана, к северу от хребта Дюльтыдаг. Верующие лакцы — мусульмане-сунниты. Родной язык — лакский.

## Нашествие персов V—VI вв
К VI веку Сасанидская Персия после длительной войны захватила Восточный и Северо-Восточный Кавказ. В 552 году хазары вторглись на территорию Кавказа и заняли северный равнинный Дагестан. Правивший шах Персии Хосров I Ануширван для защиты своих владений от новой волны кочевников приступил к строительству дербентских крепостных стен. Ануширван назначил правителя в Кумухе.

## Нашествие арабов VII—VIII вв
В VII—VIII веках арабские завоеватели настойчиво стремились укрепиться в горном Дагестане в целях политической гегемонии на Северо-Восточном Кавказе. По завершении длительной войны арабские войска, возглавляемые Джаррахом, Масламой и Марваном, захватили горный Дагестан. Согласно Дербенд-наме, Кумух стал резиденцией шамхала, арабского наместника
К концу VII в. в Дербенте была установлена власть арабов. В начале VIII в. арабский полководец Маслама безуспешно пытается проникнуть вглубь Дагестана к лакцам и аварцам. Этой цели достигли походы арабских войск под командованием Джарраха. Арабский историк Табари пишет: «Арабы, разбив хазар в южном Дагестане, проникли в горы Дагестана и преодолели сопротивление жителей Хамзина и Гумика и разрушили, и разграбили в результате карательных походов Кайтаг и Табасаран за отказ признать их власть»
Следующий поход на Дагестан арабы совершили в 739 году, их маршрут следовал из Шеки через долину реки Самур к сарирским крепостям Ал-Балал и Гумик, которые после длительной осады были взяты, их защитники были перебиты, а женщин и детей увели в плен. Арабский историк Баладзори пишет, что Мерван захватил Туман-шаха в плен и отправил его к халифу. Он также наложил на жителей дань в 20 000 мер зерна и 200 юношей и девушек в качестве рабов.Как мы видим из вышеприведенных исторических моментов, в эпоху арабских завоеваний государство лакцев называли Гумиком и Туманом.

## Государство шамхалов VIII—XVII вв
К середине VIII века Кумух вошёл в состав Арабского халифата. Правитель Кумуха шамхал был в союзе с арабами. В 1240 году монголо-татары захватили Кумух. В 778 году в Кумухе была построена джума-мечеть, и в Лакии был утверждён ислам. В 1395 году Тамерлан вёл войну с шамхалом Гази-Кумуха. В XV веке политическое влияние шамхала усилилось в регионе. В 1642 году Тарковское Шамхальство распалось на независимые феодальные владения.

## Государство ханов XVII—XIX вв
В 1642 году к власти в Гази-Кумухе пришли правители из шамхальского рода, получившие титул ханов. Правители Гази-Кумуха приняли активное участие в анти-иранском движении в Ширване и Дагестане. В 1725 году Сурхай-хан I получил титул хана Ширванского и Газикумухского. В 1734—1741 годах Гази-Кумух трижды подвергался нашествию персов. В 1738 году Муртазали-хан во главе дагестанской армии одержал победу над персами в Джарии, а в 1741 году в Андалале. Позднее ханство вело войну с Россией. В 1820 году генерал Мадатов захватил Гази-Кумух.

Во время Кавказской войны, лакцы (за исключением некоторых) под руководством своих ханов выступали против Шамиля и его газавата. В частности, в одном из исторических источников второй половины XIX века говорится следующее:
Они (казикумухцы) с давних пор и до настоящего времени были неизменно преданы русскому правительству и под руководством своих ханов энергически вместе с нами действовали против Шамиля. За такую преданность им пожалованы два знамени императорами Александром I и Николаем I.
В 1868 году, вслед за некоторыми другими ханствами Дагестана, Казикумухское ханство было упразднено.

## Восстание дагестанцев 1877 года
В 1877 году, с началом очередной русско-турецкой войны, Турция побудила дагестанцев и чеченцев к военному восстанию. Лакцы штурмом взяли русскую крепость в Кази-Кумухе. Было провозглашено восстановление Казикумухского ханства. Новым ханом стал сын Аглар-хана, Джафар-бек. Упомянуты такие религиозные деятели восстания как Гасан Алкадарский, Гази-Магомед и Хаджи-Мухаммад Согратлинские, кадий Цудахарский, Кази-Ахмед и Абдул Казикумухские. Джафар-хан направился на помощь восставшим кайтагцам. Небольшие отряды ринулись осаждать русские крепости в Гунибе и Леваши, но после боёв были отброшены войсками стянутыми из Северного Кавказа, Закавказья, Средней Азии и Поволжья.
После уничтожения Цудахара, Кази-Кумуха, Сугратля и казни «зачинщиков», многие люди были высланы во внутренние губернии Российской империи. Некоторые участники сумели бежать за границу — в Иран, Англию и Османскую империю.

## Становление советской власти
В 1920 году утвердилась власть советов. В 28.10.1922 году Казикумухский округ был переименован в Лакский округ. В 29.03.1935 году он был поделён на Лакский и Кулинский районы. Тогда же была проведена коллективизация и «социалистическое строительство в области развития национальной культуры». В 1937 г. в ряде сёл действовали ячейки СВБ — «Союза воинствующих безбожников», в Хосрехе — 25, Вихли — 16. В 1938-40 гг. в 5 из 14 сёл Кулинского района здания мечетей были снесены. В 1930 г. был арестован и сослан в Южный Урал мусульманский просветитель и реформатор Дагестана, Али Каяев, уроженец Кумуха.

## Вторая мировая война

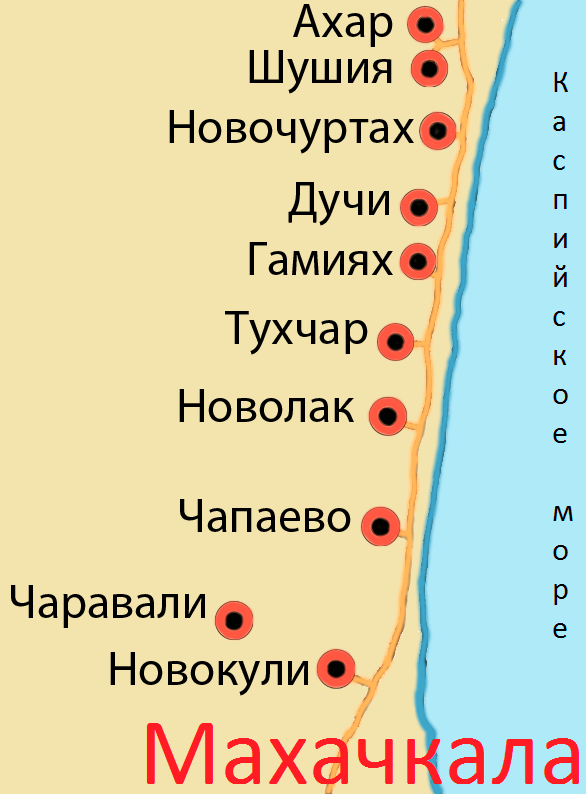
Карта Новостроя

Летом 1944 году на равнину, вместо депортированных 23 февраля чеченцев, была насильственно переселена часть лакцев из 43 пунктов, а их дома разрушены: 26 сёл частично и 18 полностью. Из них Арчутта, Ахар, Буртни, Варай, Вилтах, Дучи, Курхи, Марки, Ницовкра, Сундаралу, Турчи, Тухчар, Чаравали, Чаях, Шушия, Халапки, Ханар. Переселению подверглись также аварские и кумыкские сёла.

## Современность
В соответствии с законом РФ «О реабилитации репрессированных народов» от 26 апреля 1991 года и Постановления правительства Российской Федерации «О первоочередных мерах по практическому восстановлению законных прав репрессированных народов Дагестанской АССР» от 24 января 1992 года было принято решение переселить лакское население Новолакского района на земли расположенные севернее города Махачкала. В 2011 году был принят флаг и герб Кулинского района, в 2013 году Лакского района.